# Datastyring
Datastyring (engelsk data governance) er et term der bruges både om et makro- og mikroniveau. Førstnævnte er et politisk koncept og danner internationale relationer og governance for internet, mens sidstnævnte er et dataforvaltningskoncept og danner en del af en virksomheds datastyring.
På makroniveau er datastyring definerende for data, der bevæger sig mellem landegrænser, og kaldes derfor nogle gange international datastyring. Det er ofte relevant at definere normer, principper og regler der styrer forskellige typer data. Nedskrevne procedurer for datastyring er vigtig for at opretholde den fornødne datakvalitet.